# Ivan Bilibin
Ivan Jakovlevitj Bilibin, född 16 augusti 1876 och död 7 februari 1942, var en rysk tecknare och målare.
Bilibin utbildades i Sankt Petersburg under Ilja Repin samt genom resor i utlandet, och väckte redan 1900 uppmärksamhet genom sina illustrationer till ryska folksagor, och blev under de följande åren en av Rysslands förnämsta tecknare. Han utgav flera betydande illustrationsverk, bland annat Pusjkins sagor, och uppträdde även som grafiker och som dekoratör, särskilt till operor och baletter. Han utförde kostymbilder i japaniserade manér, studerade och beskrev den ryska folkkonsten, ritade för flera skämtblad med mera. Efter revolutionen bosatte sig Bilibin i Paris. Några av Bilibins illustrationer infördes i Sigurd Agrells "Slaviska myter och sagor" (1929).